# Харі
Харі́ (санскр. हरि) — одне з імен Вішну-Нараяни та Крішни в індуїзмі, числиться як 650-те ім'я в «Вішну-сахасранамі» . На санскриті «харі» означає жовтий чи жовто-коричневий колір (колір Сонця та соми). Гоподь Харі в Пуруша-Сукті, Нараяна-Сукті та Рудра-Сукті зазвичай описаний таким, що має безліч голів, рук що вказує на Його необмеженість простором (відтак Він може бути одночасно в різних місцях, наприклад у серцях/душах кожної істоти, і мати зброї в безлічі рук для захисту своїх відданих).
- «Харівамша» «родовід Харі» — священний текст індуїзму на санскриті, часто розглядається як додаткова частина епосу «Магабгарата».
- У тагальській мові "Харі" означає "король" або "цар" (тобто Харе може значити "царю").
- У сикхізмі Харі — одне з імен Бога. Золотий храм, найсвященіший храм для сикхів, називається також Харі-мандір, що в перекладі означає «Храм Бога».
- У вайшнавізмі Харі — одне з імен Вішну і Крішни, яке означає «той, хто краде, або забирає» ("Hari" походить від "hṛ" згідно з етимологією Шанкарачар'ї, втіленню Шіви, руйнівника ілюзії обумовленого існування тощо, звідси також слово Хрішікеша — Крішна, контролюючий чуття та розум йогів, і столиця йоги з назвою Рішікеш) — в тому сенсі, що Крішна забирає всі страждання і тривоги, охороняє та захищає від гріхів, хвороб (у формі Бога зцілення Дганвантарі), та любовно викрадає серце свого відданого. Під час релігійних свят часто можна почути як люди викрикують «Харібол! Харібол!», Що означає — «закликайте імена Харі!» Згідно з однією з інтерпретацій, Харе Крішна мантра також містить ім'я Харі в кличному відмінку. Хоча в ґаудія-вайшнавізмі Харе тлумачиться як кличний відмінок від Хара, — одного з імен вічної коханої Крішни — Радги. Цілком ймовірно, що українське слово "охоронець" однокореневе з санскритським словом "Харі" ("Хара"). У мові гінді дієслово "харана" також має одне зі значень - захищати (тобто "Харе" означає "Охороняй, Боже, Господь Харі"). У сікхізмі "Хар" також є мантрою на позначення Брахми або Бога-Творця, напевно тому що Крішна в Бгаґавад-Ґіті сказав що він є односкладним звуком-мантрою "Ом" (Ек Омкар є богом у сікхізмі), і саме Ом є звуком завдяки якому Брахма-творець творив світ - істот та 14 планетних систем (адже Омкара - це пранава - звук, що дає прану, енергію життя, зцілення, яка є найголовнішим елементом повітря, їжі, води тощо і що живить так званих "праноїдів"). У російській мові, у жаргоні ув'язнених, співзвучне слово "Харе" означає "хорош", тобто "добре, досить, вистачить". Так само російське слово "сахар" (тобто цукор) може бути однокореневим зі словом "Харі" адже святі вайшнавізму не одноразово говорили якими "солодкими" є імена Господа Харі. Ім'я "Харя" — зменшувальне від "Харитон", також набуває популярності серед вайшнавів. Негативне значення як у вислові "Харя лопне" походить з слов'янської кухні, де була картопляна страва на ім'я "Харя" (формі Кришни - Джаґаннатхові не можна пропонувати страви з картоплі, у слов'ян старообрядців картопля також вважалася забороненим "диявольским" продуктом, і в аюрведі картопля вважається шкідливою для йогів). Слів зауважити, що в кличному відмінку слово Харі в українській мові більш правильно казати "Харе", а не "Харє" (як часто співають російськомовні кришнаїти). Однокорінне спільнокореневе слов'янське слово "Харя" нажаль набуло негативного значення особливо за часів атеїстичного СРСР, коли також боролися з іконами та будь-яким виявом релігії, руйнували храми, убивали священників за наказом Леніна тощо. Аналогічно як санскритське слово "мурті" (на позначення божества) має однокореневе слово "морда" (відповідно біблійне "не сотвори себе кумира" перетворилося на повну заборону малювання ікон, зображень святих і Бога в ісламі). Це вказує на те, що захисники та носії цієї вайшнавської культури були колись давно винищені (витіснені) з терен України, і ми дізнаємося лише про негативні значення таких слів на позначення Божественних/священних понять саме від тих, хто боровся з релігіями. Наприклад, аналогічно на слово "відати" був накладений інквізиторами негативний смисл через його стосунок до так званих "відьм" та "відьмаків", які відають, тобто знають Веди (священні писання Індії тощо): хрещення Київської Русі тягнуло за собою знищення поклоніння багатьом язичницьким слов'янським богам, у тому числі релігії Бога Вишеня та Кришеня (що є в чомусь аналогічні Вішну та Крішні), хоча слово "Всевишній" й досі носить у собі санскритський корінь (від "Вішну").
- Згідно з коментарем Шанкари до «Вішну-сахасранами», Харі означає «Той, хто руйнує самсару разом з невіглаством, що є її причиною».
- У традиції равідасі Харі є священним символом, що складається з трьох букв на ґурмукгі. Він прикрашає всі храми равідасі, які називаються ґурдехра.
- у Шрі-вайшнавізмі повторюють "Харі Ом" перед джапою - оспівуванням/наспівуванням/рецитуванням святих імен на вервиці/джапа-малі.
- Санскритське слово на позначення відомої приправи/спеції куркуми - haridrā, також походить від слова харі (у значенні золотистого або жовтого).

Санскритське харі споріднено авест. zaranya «золото», а також праслов'янською *zolto (укр. золото, староцерк.-слов. злато, пол. złoto), далі лит. geltonas «жовтий», латис. zelts «золото, золотий»; з іншим вокалізмом: нім. Gold, англ. gold; від праіндоєвропейського кореня *ǵʰel- «жовтий, зелений, яскравий». Звідси ж назви кольорів: жовтий, зелений. В індонезійській мові "харі" перекладається як "денне світло". Ці значення асоційовані з кольорами напевно об'єднує те, що від Господа йде джйоті (брахма-джйоті) сяйво, аура, "німб", воно може бути і золотистим і жовтим, або іншого кольору залежно від аватари, тобто форми Господа. Зелений колір асоційований напевно через зв'язок 4-ї (з 7) сердечної чакри в йозі - саме в серці знаходиться і душа і Бог, і на це сяйво медитують йоги, і візуалізують це світло різного кольору. В авестійській мові також є версія що перша частина слова імені пророка Заратустри спільнокореневе зі словом "zari", тобто Харі. Адже Крішна каже в Ґіті що Він є Варуною, і саме слово "Варун" є також одним з імен Ахура-мазди (Бога зороастрійців), саме Варуна вважається є тим іменем яке зв'язує між собою східні релігії (переважно індійські або так звані дгармічні) з умовно західними або авраамічними.
Багато слів в інших азійських мовах також походять від цього кореня, в основному через вплив санскриту як родоначальника мов регіону. Наприклад слово харі означає «денне світло» індонезійською, «день» малайською мовою і «король» тагальською мовою. Крім того, харі — це ім'я яке часто вживається в багатьох сучасних індійських мовах.